# Jason Derek Brown
Jason Derek Brown (Los Angeles, 1 de julho de 1969) é um criminoso foragido americano procurado por assassinato primeiro grau e assalto à mão armada em Phoenix, Arizona. Em 29 de novembro de 2004, Brown supostamente atirou e matou um guarda de carro blindado do lado de fora de um cinema e depois fugiu com o dinheiro. Em 8 de dezembro de 2007, ele foi nomeado pelo FBI como o 489º fugitivo a ser incluído em sua lista dos Dez Mais Procurados. Ele é considerado armado e extremamente perigoso.

## Biografia
Brown nasceu em Los Angeles, Califórnia, em 1 de julho de 1969, filho de David John Brown Sênior Ele estudou em Laguna Beach High School. Brown fala francês fluentemente e tem mestrado em relações internacionais. Ele serviu missão para A Igreja de Jesus Cristo dos Santos dos Últimos Dias em Paris de 1988 a 1990. Entre 1990 e 2004, ele residiu em vários lugares em Orange County, Califórnia, incluindo Dana Point e o bairro Corona del Mar de Newport Beach.
Brown era dono de duas empresas, a Toys Unlimited e On The Doorstep Advertising, ambas administradas em sua casa em Salt Lake City, Utah. Ele havia trabalhado como vendedor de brinquedos e importador de equipamentos de golfe para sustentar seu estilo de vida luxuoso e gostos caros em coisas como carros, motos e barcos. Brown se apresentava como um homem rico, apesar do fato de que em 2004 ele era devedor em pelo menos um grande empréstimo e acumulado dezenas de milhares de dólares em dívidas. Acredita-se que Brown tenha operado cheques e fraudes bancárias durante anos para financiar a imagem que havia criado para si mesmo. O detetive da Phoenix, Paul Brown, afirmou que Jason pode ter sido o autor de uma série de pequenos furtos e invasões domiciliares não resolvidos. Ele às vezes ia a concessionárias de automóveis, bem barbeado e bem vestido, e comprava um carro usando um número e endereço falsos de documentos de identidade.
Em novembro de 2004, dias depois de comprar uma pistola Glock calibre .45, Brown fez um curso de instrução sobre armas de fogo na Totally Awesome Guns & Range em Salt Lake City. Ele foi aprovado em uma verificação de antecedentes e apresentou suas impressões digitais, que foram enviadas às autoridades estaduais e federais. O instrutor de Brown, Clark Aposhian, o descreveu como um "aluno detestável" e inexperiente com armas de fogo. Durante uma prática de tiro dias antes da morte de Palomares, Brown acidentalmente atirou em um caminhão, pelo qual mais tarde pagou ao dono aproximadamente US$ 1.300,00 em danos. Naquela época, Brown estava morando em um hotel em Ahwatukee, Arizona, próximo a um cinema AMC. Ele foi capturado em uma fita de vigilância conversando com outro homem no saguão do hotel. O homem é considerado possível cúmplice ou testemunha; no entanto, sua identidade permanece desconhecida.

## Roubo e assassinato
Em 29 de novembro de 2004, Robert Keith Palomares, um guarda de carro blindado de 24 anos, carregava os depósitos do fim de semana fora do cinema AMC no endereço 4915 E. Ray Road em Phoenix. Aproximadamente às 10h, um atirador encapuzado emboscou e atirou em Palomares com uma Glock semiautomática calibre .45. Cinco das seis balas disparadas atingiram Palomares na cabeça. Embora armado, Palomares não teve tempo de se defender. O atirador pegou uma bolsa de dinheiro contendo UD$ 56.000,00 em dinheiro, correu para um beco próximo e fugiu do local em uma bicicleta. Palomares foi transportado para o Hospital do Bom Samaritano, onde foi declarado morto. Testemunhas inicialmente descreveram o atirador como tendo entre 25 e 30 anos e de descendência hispânica. No entanto, as autoridades recuperaram a bicicleta e retiraram impressões digitais que ligavam Brown ao assassinato. Consequentemente, ele logo foi considerado o principal suspeito no caso, e um mandado de prisão foi emitido em 4 de dezembro pelo Tribunal Superior do Condado de Maricopa acusando Brown de assassinato em primeiro grau e assalto à mão armada. Mais tarde, Brown também foi acusado de fuga ilegal para evitar processo em um mandado de prisão federal emitido em 6 de dezembro pelo Tribunal Distrital dos Estados Unidos para o Distrito do Arizona. Os investigadores consideram a situação financeira desesperadora de Brown como um possível motivo.

## Paradeiro
Pouco depois de ser identificado como suspeito, Brown fugiu do Arizona para Henderson, Nevada. Ele seguiu para Las Vegas, onde trocou seu BMW M3 por um Cadillac Escalade preto que tinha guardado. Em seguida, ele dirigiu para Orange County, Califórnia, onde ficou com alguns parentes até 6 de dezembro de 2004, quando agentes do FBI cumprindo um mandado de prisão o perderam por uma hora. Brown aparentemente usou seu cartão de crédito em um posto de gasolina no sul do Condado de Orange, viajou para San Diego perto da fronteira mexicana e depois para Portland, Oregon. Depois disso, o FBI afirma que Brown se tornou um "fantasma" e desapareceu completamente.
Em 16 de janeiro de 2005, as autoridades descobriram que seu Cadillac abandonado foi deixado em um estacionamento de longa duração no Aeroporto Internacional de Portland. Enquanto em Portland, o fugitivo enviou um pacote com roupas e equipamento de golfe para seu irmão mais velho, David John Brown II, de San Diego. Em 20 de abril de 2005, David Brown foi indiciado por obstrução à justiça. A acusação alegou que ele adulterou as evidências quando limpou profundamente o BMW de seu irmão Jason no início de dezembro, depois de ter dirigido o veículo de um depósito de Las Vegas para a Califórnia. David John Brown II se confessou culpado em 2007 de mentir para o FBI. O FBI perguntou se ele sabia de algum armário de armazenamento que seu irmão mais novo tinha em Las Vegas. David Brown afirmou que não, mas os promotores foram capazes de mostrar que sim. Um juiz federal no Arizona condenou David Brown a três anos de liberdade condicional.
Em 2005, o FBI havia recebido mais de 200 pistas sobre o caso, com a maior parte delas fora do Arizona e dezenas de fora dos Estados Unidos, incluindo possíveis avistamentos no Canadá. Devido à sua aparência de " surfista da Califórnia " e capacidade de se misturar à multidão, o FBI teve mais pistas sobre Brown do que qualquer outro em sua lista dos Dez Mais Procurados, com a maioria deles provando pistas falsas. Os repórteres notaram sua notável semelhança com o ator Sean Penn. Um dos dublês de Penn já foi preso pelas autoridades quando o confundiram com Brown. 
Em 8 de dezembro de 2007, Brown foi nomeado pelo FBI como o 489º fugitivo a ser colocado em sua lista dos Dez Mais Procurados. O FBI está oferecendo uma recompensa de até US$ 200.000,00 por informações que levem à sua captura (a recompensa foi dobrada em 25 de março de 2013). O avistamento confiável mais recente divulgado ocorreu em agosto de 2008, perto do Zoológico Hogle em Salt Lake City. Um conhecido de Brown, alguém que havia feito treinamento missionário com ele e o acompanhou em sua missão na França, o reconheceu quando os dois foram parados em um semáforo. Após o reconhecimento mútuo, Brown acelerou rapidamente através do semáforo e saiu em disparada. A testemunha compartilhou seu avistamento com as autoridades; de acordo com ele, Brown tinha um bronzeado mais profundo e cabelo mais comprido em comparação com a fotografia de 2004 em seu pôster de procurado. Brown já havia morado em Salt Lake City e era conhecido por ter contatos na área. Juan Becerra, um agente especial do FBI em Salt Lake City, sugeriu que ele estava em Salt Lake City para visitar pessoas que conhecia. "É muito difícil para as pessoas mudarem a maneira como vivem, como se comportam", disse Becerra. “Esse é um cara que fica em forma, gosta de preparo físico, gosta de ter uma boa aparência. Esperamos que ele esteja. . . foi visto em uma boate ou clube de fitness. " Ele afirmou que Brown ficava confortável ao ar livre, o que pode ter sido outro motivo para querer morar em Salt Lake City.
Os investigadores acreditam que Brown pode estar escondido à vista de todos entre a comunidade mórmon sob uma identidade falsa, vivendo com um parceiro que pode não saber sua verdadeira identidade, ou que ele fugiu do país e pode estar morando na França ou na Tailândia.